# Entoloma canosericeum
Entoloma canosericeum är en svampart som först beskrevs av Jakob Emanuel Lange, och fick sitt nu gällande namn av Machiel Evert ("Chiel") Noordeloos 1982. Entoloma canosericeum ingår i släktet Entoloma och familjen Entolomataceae.  Artens status i Sverige är: Ej påträffad. Inga underarter finns listade i Catalogue of Life.